# Asedio de Marsella (413)
El asedio de Marsella fue un suceso bélico ocurrido en los últimos meses del año 413. Se enmarca dentro de la segunda invasión de Italia llevada a cabo por Alarico y los visigodos.
En el año 412 y tras cuatro años en Italia, los visigodos dirigidos por Ataúlfo (el sucesor de Alarico) abandonaron la península y entraron en la Galia. La intención de su líder era unirse al usurpador Jovino y hacer de él una marioneta a su servicio. Aunque este no tuvo más remedio que aceptarlos, las relaciones entre ellos se deterioraron rápidamente y Ataúlfo buscó un acercamiento diplomático con Honorio. Se llegó a un acuerdo mediante el cual, los visigodos obtendrían un asentamiento en Aquitania y suministro de cereal a cambio de que acabasen con Jovino y devolviesen a Gala Placidia. Derrotaron al usurpador y se retiraron al área junto a Burdeos donde esperaron la entrega de los prometidos suministros aunque Honorio no pudo cumplir su promesa debido a que había perdido el control de África por la usurpación de Heracliano. Ataúlfo, mientras tanto, aliviado con los suministros que consiguió en Aquitania, decidió romper el acuerdo y no entregar a Gala Placidia.
A pesar de que los suministros de Aquitania mejoraron temporalmente la situación de los visigodos, no eran suficientes para mantenerlos a largo plazo de tal manera que Ataúlfo decidió expandir su territorio hacia la costa mediterránea para acceder a sus puertos y al suministro marítimo. Se puso en marcha a final del verano de 413 y tuvo éxito en las ciudades de Toulouse y Narbona que les abrieron sus puertas sin resistencia de tal manera que llegaron hasta la desembocadura del Ródano. Al otro lado del río se  encontraban las ciudades de Arlés y Marsella, la primera era la capital de la prefectura y la segunda el mayor punto de comercio en la costa mediterránea occidental.
El ejército visigodo se dirigió a la ciudad portuaria y Ataúlfo intentó tomarla mediante una estratagema: comunicó a sus autoridades que llegaban en condición de foederati del Imperio y con órdenes de asumir la guarnición de la ciudad. No tuvo éxito en ello porque las autoridades no le creyeron y se produjo un enfrentamiento entre sus tropas y la guarnición romana que defendía la ciudad. En él, un joven oficial consiguió herir al propio Ataúlfo. Se trataba de Bonifacio quien, posteriormente, desarrollaría una importante carrera en el ejército llegando a alcanzar el cargo de magister militum en el año 432.
Los visigodos mantuvieron el asedio por un tiempo pero, para entonces, Flavio Constancio ya había iniciado la marcha con el cuerpo principal del ejército desde Italia y se dirigía hacia la ciudad. Ataúlfo ordenó, entonces, el repliegue de sus tropas a Narbona donde se curó de sus heridas. Constancio, por su parte, se estableció en Arlés desde donde dirigiría un bloqueo naval que obligaría a los visigodos a abandonar la Galia y retirarse a Hispania.